# 留萌炭田
留萌炭田（るもいたんでん）は、北海道北西部、留萌市・小平町・羽幌町・沼田町にまたがる炭田地帯。新第三紀層から出炭。周囲では砂金が産出されており、石炭の存在も明治当初から知られていたものの、輸送手段が無いことから開発は他の炭鉱から比べて遅く、鉄道の敷設が進んだ昭和年間に入ってからであった。

## 主な炭鉱
主として雨竜地区と羽幌地区に大別され、それぞれ専用鉄道が敷かれていた。昭和炭鉱、浅野炭鉱、大和田炭鉱、達布炭鉱、本郷炭鉱、豊平炭鉱、羽幌炭鉱、築別炭鉱などが主要鉱山である。特に築別と羽幌および上羽幌の3地区で石炭を生産していた羽幌炭鉱は最盛期、年間100万トンを超える採炭量を誇り、国内屈指の優良炭鉱として脚光を浴びた。北海道では粘結炭の生産が多いが、同地域で産出された石炭は煙や灰が少ない無煙炭で、「煙突掃除が嫌いなお父さんには羽幌炭」のキャッチフレーズで人気が高かった。
しかし、エネルギー革命の進展、労働条件改善や安全確保のためのコスト増加などによる採算の悪化などを理由に、1970年（昭和45年）までに全て姿を消した。2017年（平成29年）現在、小平町にある露天掘り炭鉱（吉住炭鉱）が操業しているのみである。
尚、その後多くの炭鉱集落は市街地から離れていたことなどが原因で、殆どがゴーストタウンと化している。

## 出炭施設
石炭輸送のために留萠鉄道、天塩炭砿鉄道などの私鉄も有った。現在はほとんどが無人の廃墟となっている。